# Сільський округ Алатау-батира
Сільський округ Алата́у-бати́ра (каз. Алатау батыр ауылдық округі, рос. Сельский округ Алатау-батыра) — адміністративна одиниця у складі Шардаринського району Туркестанської області Казахстану. Адміністративний центр — село Цілинне.
Населення — 8695 осіб (2021; 8244 у 2009, 6723 у 1999, 6234 у 1989).
Станом на 1989 рік існувала Цілинна сільська рада (села Казахстан, Цілинне). 2011 року Цілинний сільський округ отримав сучасну назву.

## Склад
До складу округу входять такі населені пункти:
| Населений пункт | Колишні назви | Населення, осіб (1989) | Населення, осіб (1999) | Населення, осіб (2009) | Населення, осіб (2021) |
| --------------- | ------------- | ---------------------- | ---------------------- | ---------------------- | ---------------------- |
| Казахстан, село | -             | 3220                   | 3563                   | 4393                   | 4771                   |
| --Аеродром      | -             | -                      | -                      | -                      | 11                     |
| --Болімше-1     | -             | -                      | -                      | -                      | 10                     |
| --Болімше-2     | -             | -                      | -                      | -                      | 5                      |
| --Болімше-3     | -             | -                      | -                      | -                      | 9                      |
| Цілинне, село   | -             | 3014                   | 3160                   | 3851                   | 3878                   |
| --Богеуїл-618   | -             | -                      | -                      | -                      | 4                      |
| --Сорги         | -             | -                      | -                      | -                      | 7                      |